# تپه ابره در
تپه ابره در مربوط به سده‌های ۷ تا ۸ ه.ق است و در شهرستان تفرش، بخش مرکزی، دهستان خرازان، روستای ابره در واقع شده و این اثر در تاریخ ۱۸ اسفند ۱۳۸۷ با شمارهٔ ثبت ۲۵۰۲۱ به‌عنوان یکی از آثار ملی ایران به ثبت رسیده است.